# Шпеер, Иван Абрамович
Ива́н Абра́мович Шпе́ер (1805—1869) — русский государственный деятель.

## Биография
Выходец из дворян, еврей православного вероисповедания. Отец — коллежский советник Абрам Шпеер.
Младший брат контр-адмирала В. А. Шпейера.
С 14 (26) марта 1814 воспитывался в Морском кадетском корпусе.
С 8 (20) июня 1818 — гардемарин.
С 2 (14) марта 1821 — мичман 14-го флотского экипажа.
С 30 декабря 1826 (11 января 1827) — лейтенант.
23 мая (4 июня) 1827 переведён в 9-й флотский экипаж. Участвовал в сражении с турецко-египетским флотом при Наварине.
10 (22) апреля 1829 переведён в 11-й флотский экипаж, 9 (21) января 1830 — в Морской кадетский корпус.
30 ноября (12 декабря) 1832 уволен из флота «для поступления к другим делам».
С 11 (23) февраля 1833 — полицмейстер Морского кадетского корпуса.
6 (18) декабря 1836 за отличную службу произведён в капитан-лейтенанты.
4 (16) декабря 1840 уволен со службы «для определения к другим делам».
С 12 (24) декабря 1840 — инспектор над воспитанниками Московской медико-хирургической академии.
С 30 января (11 февраля) 1840 — надворный советник.
14 (26) октября 1842 назначен старшим советником Комитета по строительству зданий Московской медико-хирургической академии.
12 (24) декабря 1843 произведён в коллежские советники.
С 15 (27) января 1846 назначен директором Московской второй гимназии.
12 (24) декабря 1847 произведён в статские советники.
С 27 марта (8 апреля) 1848 — инспектор над студентами в Московском университете.
С 16 января1851 года — действительный статский советник.
С 1853 года — директор училищ Московской губернии и, следовательно, директор 1-й московской гимназии.
Его строгий внушительный вид и громкая, большею частью лаконическая, речь производили большое впечатление на учеников; в сущности же он был человеком очень добрым.
Под его наблюдением производились работы по капитальной перестройке гимназических зданий; при нем же, в 1854 г., была устроена и освящена гимназическая церковь. Учебные занятия во время этой перестройки происходили в наемном доме, на Пречистенке, где теперь помещается Александро-Мариинское женское училище. 
Указом Александра II от 4 (16) мая 1856 был назначен на должность гродненского губернатора, в которую вступил 19 июня 1856 года.
В 1857 году ходатайствовал о переносе из Зельвы в Гродно Анненской ярмарки, но получил отказ от Министерства внутренних дел.
В 1858 году ходатайствовал перед литовским и виленским митрополитом Семашко о помощи для восстановления в губернии православных храмов: по его проекту предлагалось выдать каждой из 142 церквей по 500 рублей.
В 1860 году получил «монаршее благоволение» за успешное поступление податей в 1859 году. Вот что писал в отчёте побывавший в том году в губернии генерал-адъютант Назимов:

Объехав Виленский, Лидский, Гродненский, Сокольский, Белостокский, Бельский, Пружанский, Волковысский и частью Слонимский уезды, я нашёл повсеместную тишину и спокойствие между жителями, жалоб на действия земской полиции нигде приносимо не было, текущий оклад податей государственной и имущественных имений везде взыскан, дороги и мосты по большим и просёлочным трактам исправны, так что, во всякое время года могут служить для удобных сообщений, и вообще заметно повсюду более порядка против предшествующего времени. Что же касается уездных городов, то я нашёл совершенно противное…

О его действиях накануне и в период восстания 1863—1864 годов историк Е. Ф. Орловский в книге «Гродненская старина» писал:

…дело доходило до того, что уличные манифестанты, образовавшие значительную толпу, подходили к губернаторскому дому, пели там патриотические гимны и разражались потоком брани по адресу правительства.

Об этом же написал в своих воспоминаниях беллетрист С. Славутинский, заметив всё же, что

почтенный г. Шпеер имел большие достоинства и как человек, вообще, и как педагог, в частности, но, уже как губернатор, он оказался вовсе не по тогдашним трудным обстоятельствам…

Историк Ю. Ю. Иодковский отмечал, что губернатор был

человеком трусливым и слабовольным, видимо, кое-как сочувствующий польскому делу.

Вероятно, за недостаточно решительные действия он и был снят с должности.
2 (14) октября 1861 окольным путём губернатор тайно покинул Гродно в повозке земского исправника Магнуса, а его экипаж с полицейским служащим патриотически настроенные поляки, собравшиеся у корчмы Погулянка, забросали песком и камнями.
В Санкт-Петербургском архиве хранится рапорт, составленный в 1859 году чиновником С. С. Колошиным, о служебных злоупотреблениях Шпеера и вице-губернатора Рожнова.
По данным книги "Русский провинциальный некрополь" похоронен на погосте Пяти Крестов Коломенского уезда. Вероятно, перед своей кончиной какое-то время жил в имении жены в сельце Суворово того же уезда. 

## Награды
- Серебряная медаль за турецкую кампанию (1827)
- Орден Святой Анны 3 степени (1835)
- Орден Святого Владимира 4 степени (1837)
- Орден Святого Станислава 2 степени (1839)
- Знак за XX лет беспорочной службы (1839)
- Орден Святой Анны 2 степени (1845)
- Знак за ХХХ лет беспорочной службы (1848)
- Орден Святой Анны 2 степени с короной (1853)
- Орден Святого Владимира 3 степени (1855)
- Тёмно-бронзовая медаль в память Крымской войны 1853—1856 годов (1857)
- Орден Святого Станислава 1 степени (1858)
- Золотая медаль за труды по освобождению крестьян (1861)

## Семья
Первая жена — Екатерина Алексеевна (? — 21.08.1854). Похоронена на кладбище Алексеевского женского монастыря.
Вторым браком был женат на М. М. Норовой, владевшей родовыми имениями в Коломенском уезде Московской губернии и Юрьевецком уезде Костромской губернии.
Дети:
- от первого брака:
  - Алексей (1833) — состоял на морской службе мичманом,
  - Василий (1835) — состоял на морской службе мичманом,
  - Владимир (1837) — состоял на морской службе мичманом,
  - Мария (1840),
  - Екатерина (1843),
  - Константин (1844),
- от второго брака:
  - Анастасия (1856),
  - Елисавета (? — 20.12.1916)[~ 3][10].

## Комментарии
1. ↑  В базу данных Энциклопедии немцев России внесён родной брат И. А. Шпеера — декабрист Василий Абрамович (1802—1869).
2. ↑  Инспектору Московского университета И. А. Шпееру посвящена распространённая среди студентов и приписываемая И. С. Тургеневу эпиграмма:
«Се Шпеер, се Омар, се бегемотов внук, 

Что страх как бережет Россию от наук».
3. ↑  Младшая дочь И. А. Шпеера — Елисавета под именем монахини Марии жила в Успенском женском монастыре в Александровой слободе. Была задущена грабителями. Похоронена на монастырском кладбище.